# Bukovel

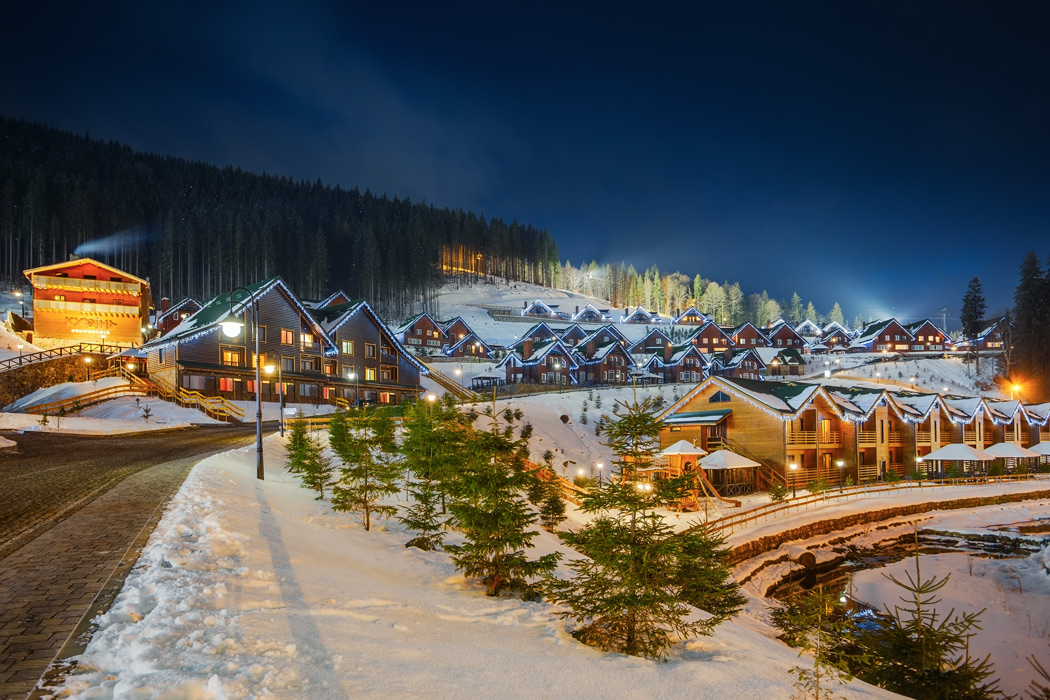
Lyžařské středisko Bukovel v zimním období

Bukovel (ukrajinsky Буковель) je největším ukrajinským lyžařským střediskem, které se nachází v pohoří Gorgany, poblíž vesnice Poljanica v okrese Jaremče. Nejvyšším bodem tohoto střediska je hora Dovha s nadmořskou výškou 1372 m n. m. Zimní sezona může trvat v období listopad–duben.

## Poloha
Lyžařské středisko Bukovel má polohu poblíž vesnice Poljanica v okrese Jaremče, v Ivanofrankivské oblasti. Středisko se rozkládá v oblasti vrcholů Bukovel, Bulchynoha, Dovha, Babyn pohár a Černá Kleva. Oblastí protékají řeky Prut a Hnylycja. V roce 2014 byla nedaleko vybudována umělá vodní nádrž.

## Historie
V roce 2000 byla mezi společnostmi Skorzonera a Gorizont LA podepsána smlouva o založení turisticky-rekreačního komplexu s celoročním provozem. Na stavbě tohoto komplexu se podílely nejen tuzemské firmy, ale i rakouská společnost Plan-Alp a kanadská společnost Ecosign.

## Infrastruktura

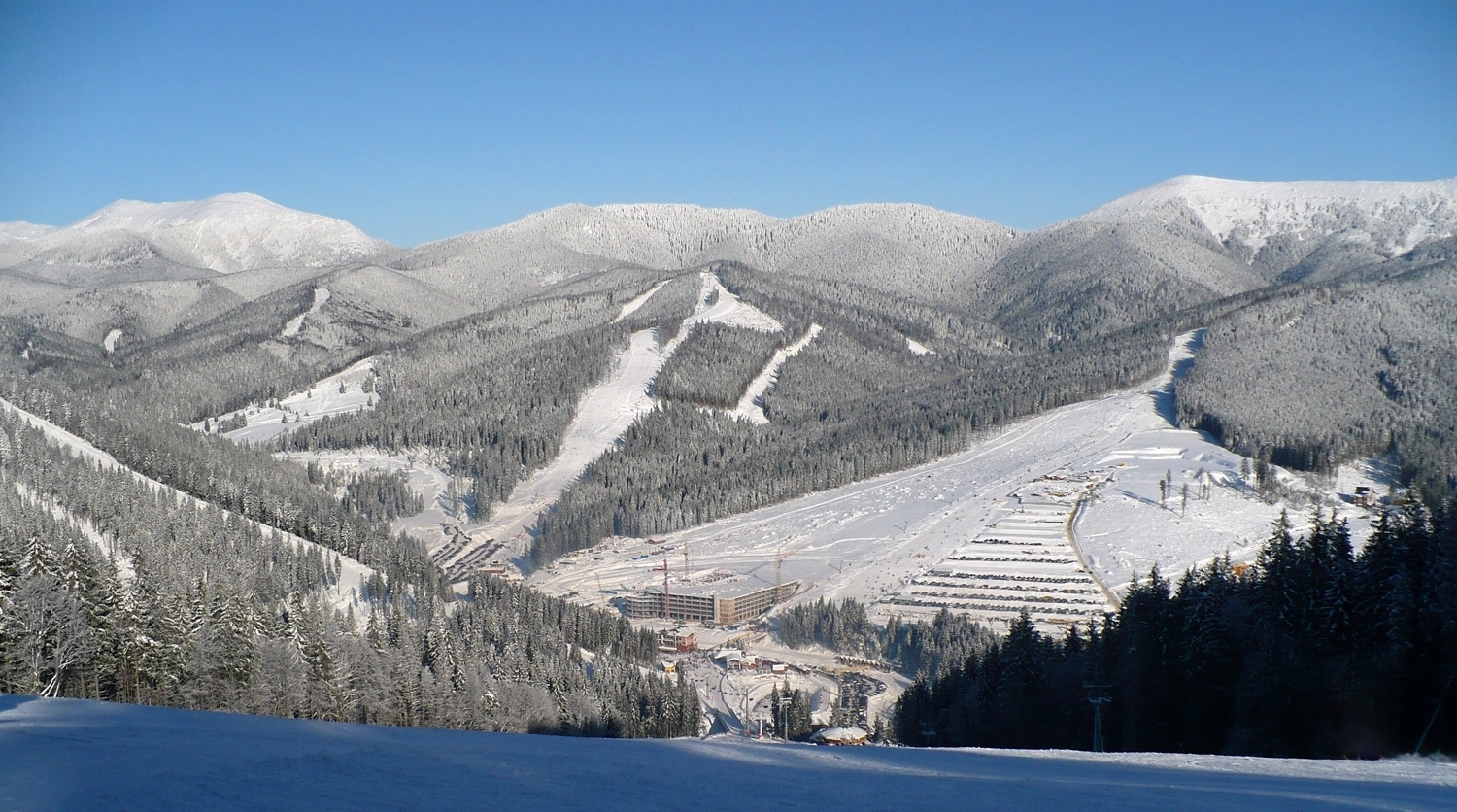
Zima v Bukovelu

Středisko Bukovel je vhodné nejen pro sportovní vyžití, ale i k dovolené. Středisko je otevřené i podnikatelským subjektům.

## Sport
- 68 km sjezdovek – všechny vybaveny sněhovými děly
- 63 sjezdovky různé obtížnosti
- 16 lanovek (34700 osob/hod)
- lyžařská škola
- půjčovny
- snowpark
- bike park

V roce 2015 se zde poprvé konal triatlon. V roce 2016 se triatlon konal znovu, s větší účastí sportovců.

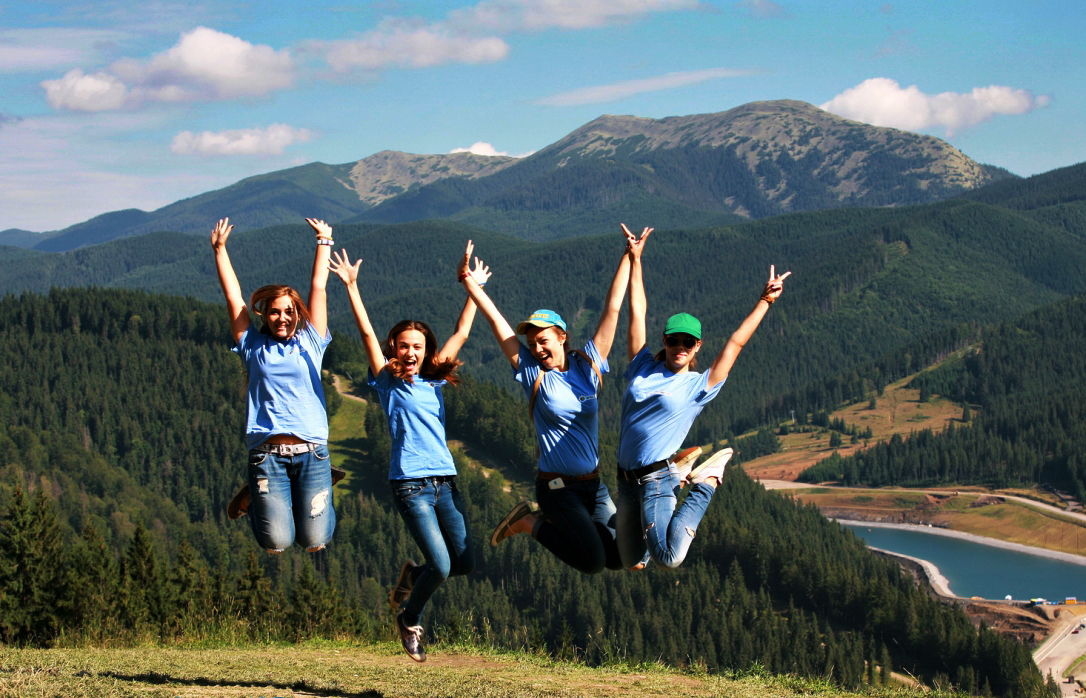
Dětí v táboře

## Ubytování
- 7 hotelových komplexů
- 12 000 lůžek v okolí
- čtyřhvězdičkové a pětihvězdičkové vily s vlastní garáži, bazénem, saunou a ski-outem.

Ve středisku je také spousta dalších letních a zimních aktivit, např. jízda na koní, carving, snow bike, atd.

## Mezinárodní dětské centrum Artek-Bukovel
Artek-Bukovel je letní dětský tábor. Jedná se o dětský tábor, který byl původně na Krymu, ale po anexi v roce 2014 byl přemístěn do Bukovelu.